# Roncey
Roncey est une commune française, située dans le département de la Manche en région Normandie, peuplée de 776 habitants.

## Géographie
La commune est en Coutançais, dans le Bocage normand, au centre du département de la Manche. Son bourg est à 7 km au sud-ouest de Cerisy-la-Salle, à 11 km au nord de Gavray et à 13 km au sud-est de Coutances.
| Saint-Denis-le-Vêtu  | Montpinchon         | Notre-Dame-de-Cenilly   |
| Saint-Denis-le-Vêtu  | Roncey              | Saint-Martin-de-Cenilly |
| Guéhébert, Grimesnil | Saint-Denis-le-Gast | Saint-Denis-le-Gast     |

### Hydrographie
La commune est située dans le bassin Seine-Normandie. Elle est drainée par la Vanne, le cours d'eau 01 de la Naverie, le cours d'eau 01 de l'Hôtel-Bisson, le cours d'eau 01 du Husson, le fossé 01 du Village Basset et le ruisseau du Pont Cee,,.
La Vanne, d'une longueur de 20 km, prend sa source dans la commune de Notre-Dame-de-Cenilly et se jette  dans la Sienne à Quettreville-sur-Sienne, après avoir traversé sept communes.

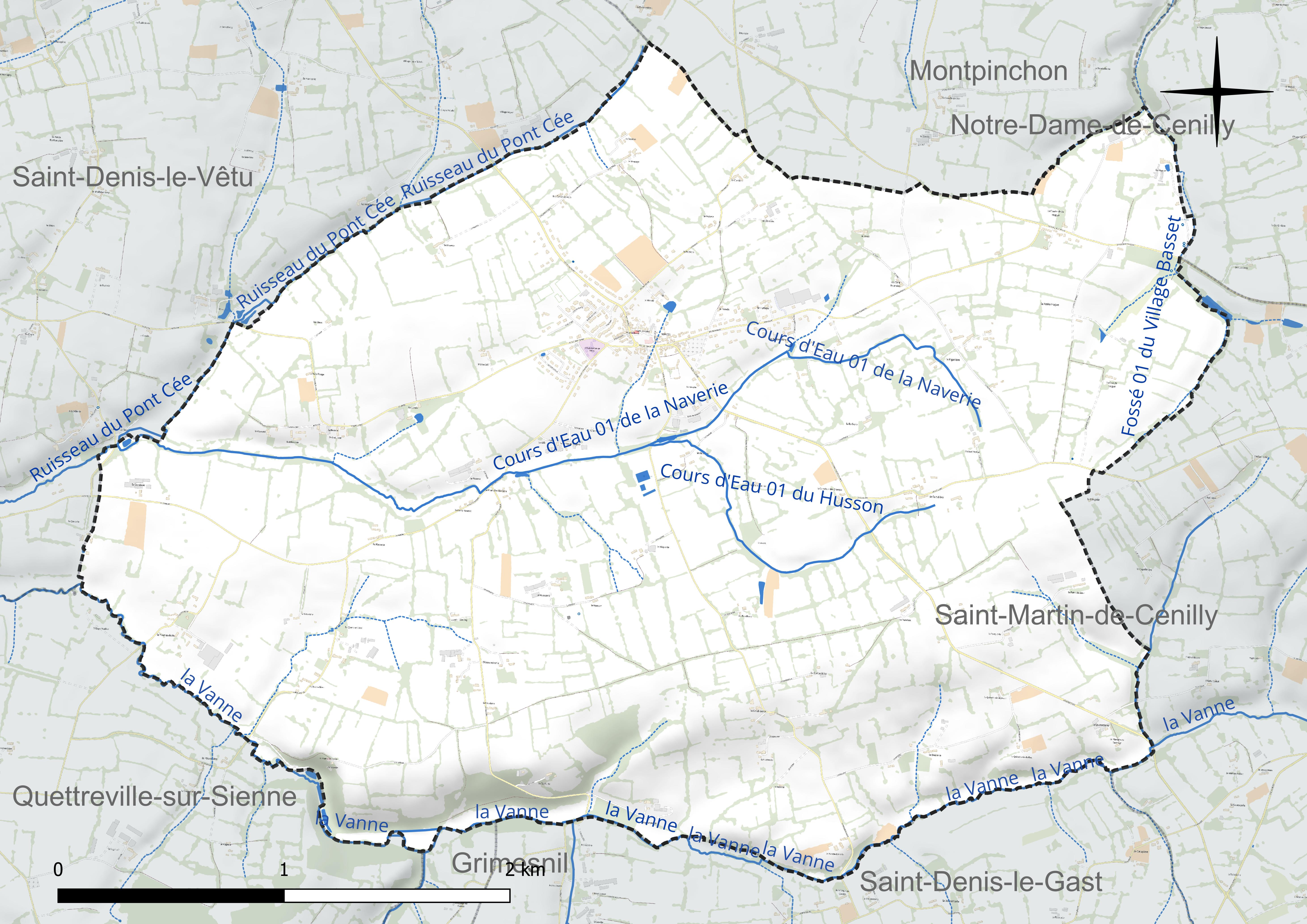
Réseau hydrographique de Roncey.

### Climat
Pour des articles plus généraux, voir Climat de la Normandie et Climat de la Manche.
En 2010, le climat de la commune est de type climat océanique franc, selon une étude du CNRS s'appuyant sur une série de données couvrant la période 1971-2000. En 2020, Météo-France publie une typologie des climats de la France métropolitaine dans laquelle la commune est exposée à un climat océanique et est dans la région climatique Normandie (Cotentin, Orne), caractérisée par une pluviométrie relativement élevée (850 mm/a) et un été frais (15,5 °C) et venté. Parallèlement le GIEC normand, un groupe régional d’experts sur le climat, différencie quant à lui, dans une étude de 2020, trois grands types de climats pour la région Normandie, nuancés à une échelle plus fine par les facteurs géographiques locaux. La commune est, selon ce zonage, exposée à un « climat contrasté des collines », correspondant au Bocage normand, bien arrosé, voire très arrosé sur les reliefs les plus exposés au flux d’ouest, et frais en raison de l’altitude.
Pour la période 1971-2000, la température annuelle moyenne est de 10,8 °C, avec une amplitude thermique annuelle de 11,8 °C. Le cumul annuel moyen de précipitations est de 1 038 mm, avec 14,5 jours de précipitations en janvier et 8,9 jours en juillet. Pour la période 1991-2020, la température moyenne annuelle observée sur la station météorologique la plus proche, située sur la commune de Cerisy-la-Salle à 6 km à vol d'oiseau, est de 11,5 °C et le cumul annuel moyen de précipitations est de 1 112,5 mm,. Pour l'avenir, les paramètres climatiques de la commune estimés pour 2050 selon différents scénarios d’émission de gaz à effet de serre sont consultables sur un site dédié publié par Météo-France en novembre 2022.

## Urbanisme

### Typologie
Au 1er janvier 2024, Roncey est catégorisée commune rurale à habitat dispersé, selon la nouvelle grille communale de densité à sept niveaux définie par l'Insee en 2022.
Elle est située hors unité urbaine. Par ailleurs la commune fait partie de l'aire d'attraction de Coutances, dont elle est une commune de la couronne,. Cette aire, qui regroupe 37 communes, est catégorisée dans les aires de moins de 50 000 habitants,.

### Occupation des sols
L'occupation des sols de la commune, telle qu'elle ressort de la base de données européenne d’occupation biophysique des sols Corine Land Cover (CLC), est marquée par l'importance des territoires agricoles (94,2 % en 2018), en diminution par rapport à 1990 (95,5 %). La répartition détaillée en 2018 est la suivante : prairies (65,4 %), terres arables (28,5 %), zones urbanisées (4,2 %), forêts (1,5 %), zones agricoles hétérogènes (0,4 %). L'évolution de l’occupation des sols de la commune et de ses infrastructures peut être observée sur les différentes représentations cartographiques du territoire : la carte de Cassini (XVIIIe siècle), la carte d'état-major (1820-1866) et les cartes ou photos aériennes de l'IGN pour la période actuelle (1950 à aujourd'hui).

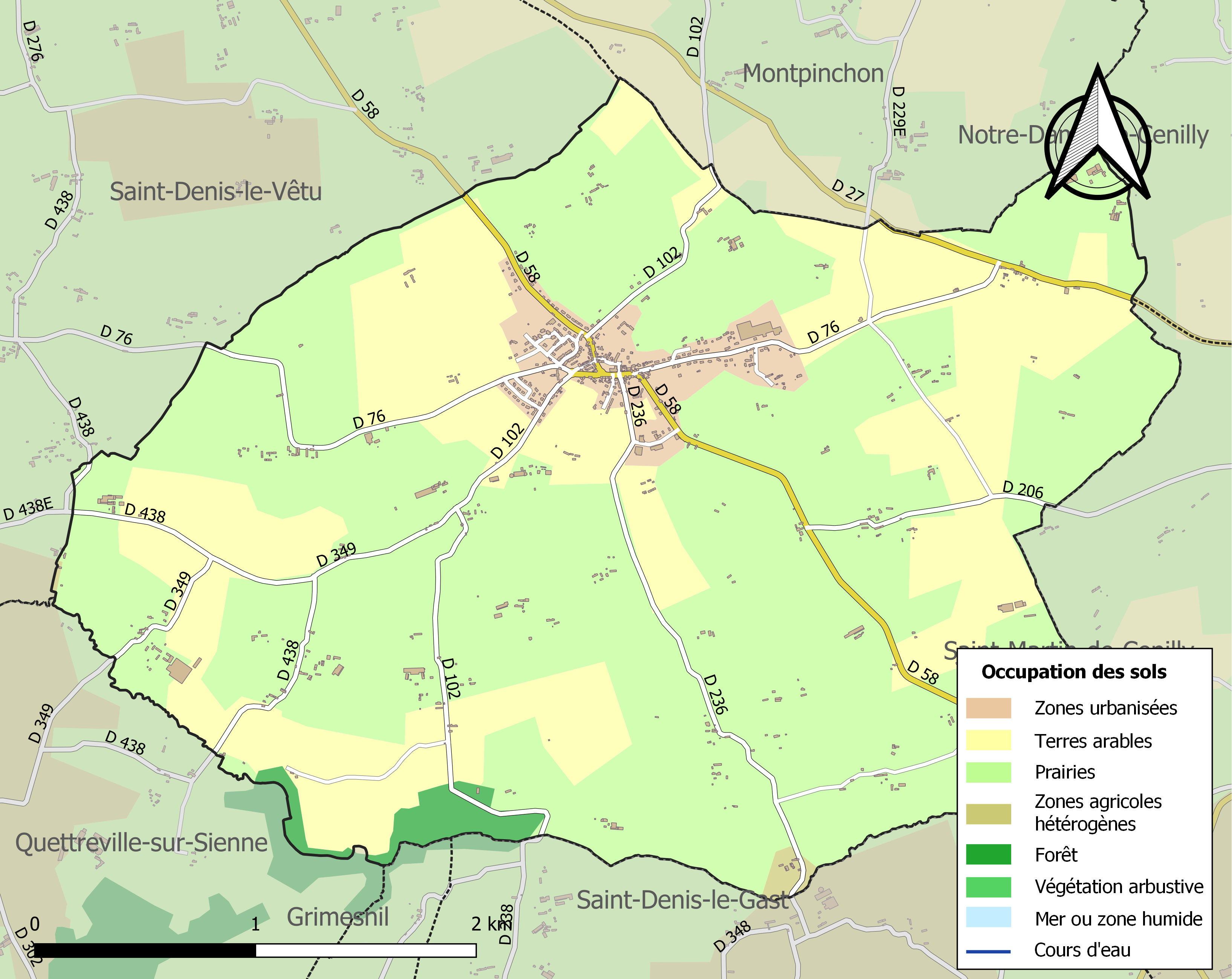
Carte des infrastructures et de l'occupation des sols de la commune en 2018 (CLC).

## Toponymie
Le nom de la localité est attesté sous les formes Ronceio en 1082, Ronceyo vers 1280, Roncheyum sans date.
Il s'agit d'une formation toponymique médiévale en -ei > -ey, ancien suffixe collectif issu du bas latin -ETU et qui sert à désigner un ensemble de végétaux appartenant à la même espèce et qui se perpétue dans le suffixe moderne -aie (hêtraie, chânaie, etc.). Le premier élément est le français ronce, mot issu du latin rumex, dont l'endroit devait être fourni, En ancien français ronçei, ronçoi, signifie « ronceraie », c'est-à-dire « endroit où il pousse des ronces, buisson, touffe de ronces ».
Le gentilé est Roncyais.

## Histoire
En 1789, Roncey avait pour seigneur Bon-Chrétien, marquis de Bricqueville.
Lors de la Seconde Guerre mondiale, la commune a été occupée par les Allemands. À la suite du débarquement, elle a été libérée le 22 juillet 1944 ; le village est aux deux tiers détruit.

## Politique et administration
Le conseil municipal est composé de quinze membres dont le maire et trois adjoints.

## Démographie
L'évolution du nombre d'habitants est connue à travers les recensements de la population effectués dans la commune depuis 1793. Pour les communes de moins de 10 000 habitants, une enquête de recensement portant sur toute la population est réalisée tous les cinq ans, les populations de référence des années intermédiaires étant quant à elles estimées par interpolation ou extrapolation. Pour la commune, le premier recensement exhaustif entrant dans le cadre du nouveau dispositif a été réalisé en 2006.
En 2022, la commune comptait 776 habitants, en évolution de −3,6 % par rapport à 2016 (Manche : −0,31 %, France hors Mayotte : +2,11 %).
Roncey a compté jusqu'à 1 237 habitants en 1831.
| 1793  | 1800  | 1806  | 1821  | 1831  | 1836  | 1841  | 1846  | 1851  |
| ----- | ----- | ----- | ----- | ----- | ----- | ----- | ----- | ----- |
| 1 122 | 1 103 | 1 189 | 1 160 | 1 237 | 1 187 | 1 215 | 1 218 | 1 176 |

| 1856  | 1861  | 1866  | 1872  | 1876  | 1881 | 1886 | 1891 | 1896 |
| ----- | ----- | ----- | ----- | ----- | ---- | ---- | ---- | ---- |
| 1 120 | 1 130 | 1 084 | 1 024 | 1 049 | 980  | 974  | 920  | 826  |

| 1901 | 1906 | 1911 | 1921 | 1926 | 1931 | 1936 | 1946 | 1954 |
| ---- | ---- | ---- | ---- | ---- | ---- | ---- | ---- | ---- |
| 884  | 864  | 834  | 827  | 851  | 808  | 811  | 828  | 792  |

| 1962 | 1968 | 1975 | 1982 | 1990 | 1999 | 2006 | 2011 | 2016 |
| ---- | ---- | ---- | ---- | ---- | ---- | ---- | ---- | ---- |
| 740  | 695  | 617  | 680  | 708  | 800  | 770  | 839  | 805  |

| 2021 | 2022 | - | - | - | - | - | - | - |
| ---- | ---- | - | - | - | - | - | - | - |
| 784  | 776  | - | - | - | - | - | - | - |

## Économie
Marché hebdomadaire, le vendredi.

## Lieux et monuments
- Mausolée Letenneur (1900). Son nom vient d'Auguste Letenneur, marchand ambulant né à Roncey qui fit fortune à la fin du XIXe siècle avec ses magasins. C'est en 1900 qu'il se fit construire un mausolée d'une trentaine de mètres de haut, dans le style médiéval, ainsi qu'une fontaine appelée la « Fontaine du Pucelage ».
- Chapelle des Costils dédiée à Notre-Dame de Lourdes (1874).
- À la suite du bombardement de 1944, l'église romane des XIe et XIIIe siècles est détruite. Une nouvelle église Saint-Côme-et-Saint-Damien est construite en pierre de Roncey à la fin des années 1950 selon les plans des architectes Autard de Bragard, Rose et Deloy. Elle abrite dans le chœur une peinture murale a fresco de Robert Raoul André Guinard (1896-1989)  Le Christ en Majesté[33] et une verrière (1959) de M. Rocher et de l'atelier Dégusseau.
- Groupe scolaire inauguré en 1933.
- Plan d’eau près de la zone artisanale.
- Lavoir.
- Mise en couleur des façades depuis 2001.
- Manoir de Roncey du XVIIIe siècle. Il a subi de nombreux aménagements. Le colombier octogonal date du XIIIe siècle. Il existe dans la campagne de très belles demeures qui constituaient souvent le siège des onze seigneuries que comptait Roncey avant la Révolution (la Hogue, le Manoir, la Sieurie, le Mènage…).

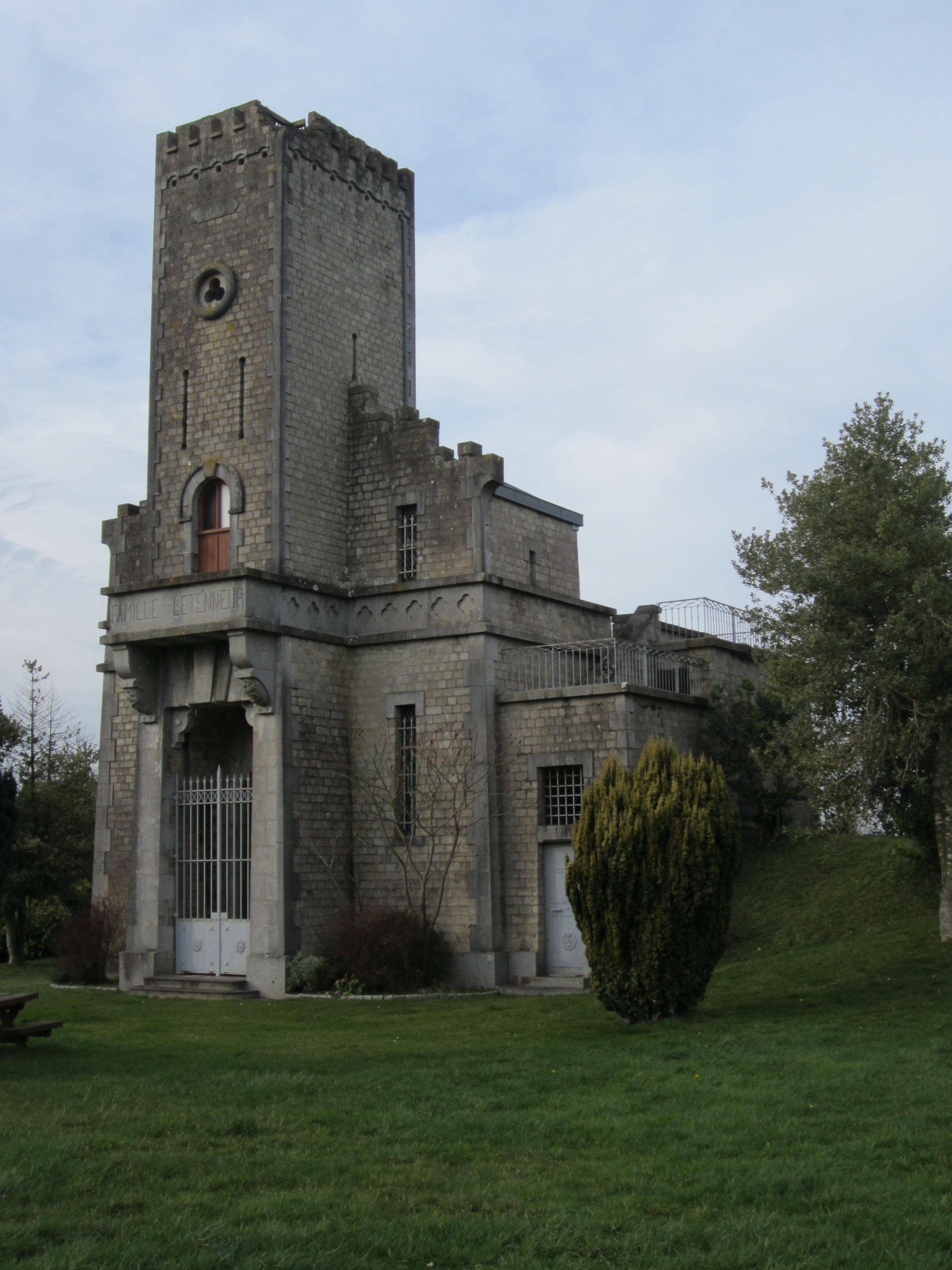
Le mausolée Letenneur.
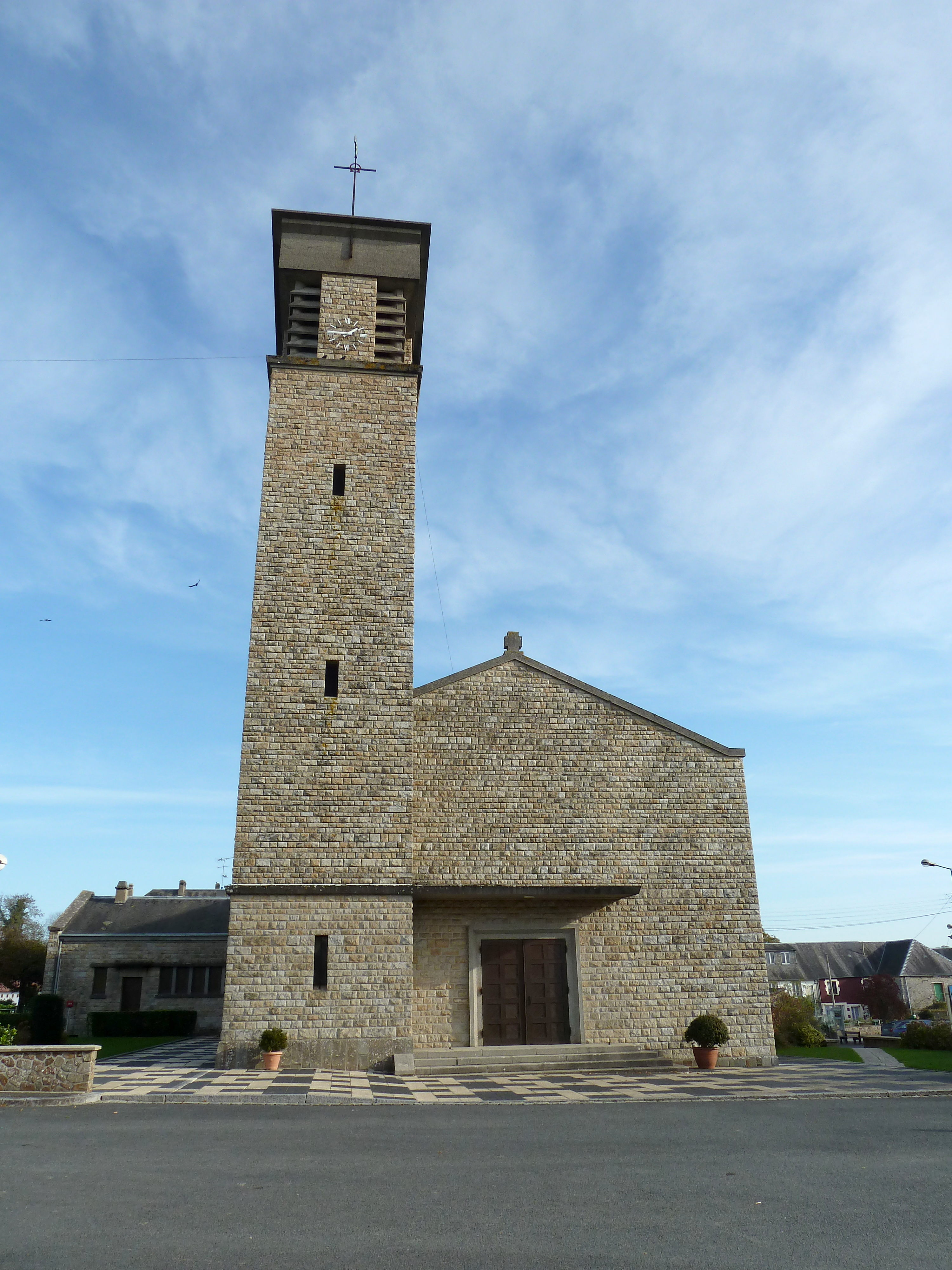
L'église Saint-Côme-et-Saint-Damien.
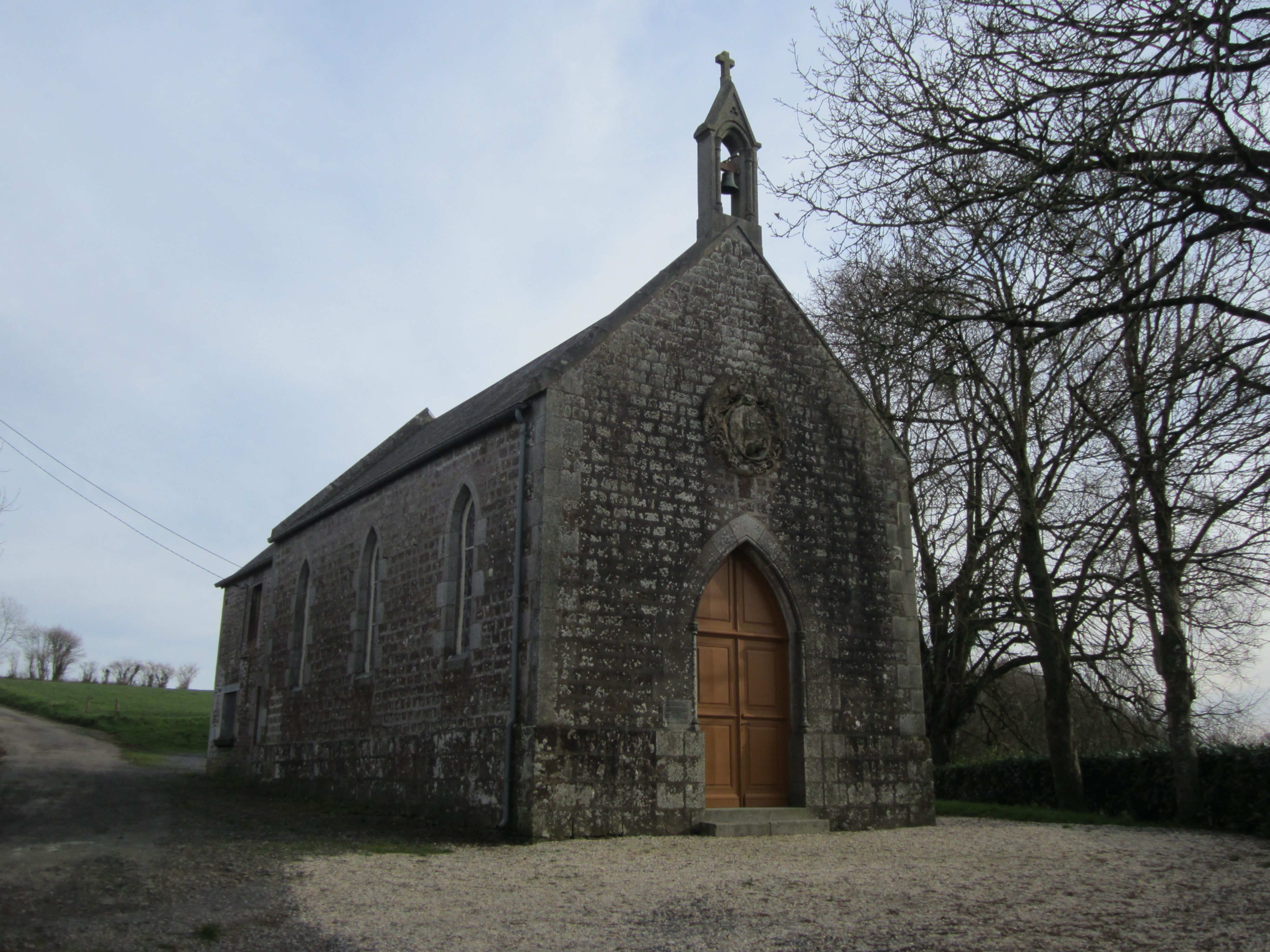
Chapelle des Costils.

## Activité et manifestations

### Sports
Le Football Club de Roncey fait évoluer une équipe de football en ligue de Basse-Normandie et une deuxième équipe en divisions de district.

## Personnalités liées à la commune
- Émile Eudes (Roncey, 12 septembre 1843 - Paris, 1888) un des chefs militaires de la Commune de Paris.
- Louis Lebrun (Roncey, 4 mars 1769 - 12 juin 1853[35]), est un militaire français des XVIIIe et XIXe siècles. Soldat le 15 février 1791 dans le 34e régiment d'infanterie (ci-devant « Angoulême »), il fit la campagne de 1792 dans la Champagne, passa dans le bataillon des chasseurs du Rocher de la liberté le 9 frimaire an II (29 novembre 1793), combattit à l'armée du Nord de 1793 à l'an III, obtint le grade de lieutenant le 27 floréal an II (16 mai 1794), et entra, par « incorporation », le 12 prairial suivant, dans le 20e régiment de dragons, devenu 9e en l'an XII, lequel devint à son tour 4e chevau-légers. Lebrun combattit en Italie en l'an IV et en l'an V, se trouva à la bataille de Mondovi, et reçut un coup de feu au déblocus de Peschiera. Embarqué pour l'Égypte au mois de , il se trouva à Chebreiss et aux Pyramides, il fut nommé capitaine le 29 vendémiaire an VII (20 octobre 1798), et prit part aux principales affaires qui eurent lieu jusqu'à la capitulation d'Alexandrie. Revenu en France, il tint garnison dans l'Intérieur pendant les ans X et XI, fit partie de l'armée des côtes de l'Océan en l'an XII et en l'an XIII et fut compris comme légionnaire dans la promotion du 25 prairial an XII (14 juin 1804). Il obtint le grade de chef d'escadron le 1er messidor suivant, et, attaché au corps de cavalerie de la Grande Armée pendant les deux campagnes de l'an XIV en Autriche, et celles de Prusse (1806) et de Pologne (1807) : il se distingua à la bataille d'Eylau, reçut la croix d'officier de la Légion d'honneur ainsi qu'une dotation, à la paix de Tilsitt et fut créé chevalier de l'Empire le 31 janvier 1810. Passé en Espagne en 1808, il y demeura jusqu'en 1811 dans le 4e chevau-légers (ci-devant 9e dragons) ; mais usé par les fatigues de la guerre, il prit sa retraite le 24 février 1812. S'étant retiré à Saint-Jean-d'Angély, il fut arrêté le 23 octobre 1815 pour opinions bonapartistes, conduit à Coutances de brigade en brigade, et rendu à la liberté au mois de janvier 1816, il fixa sa résidence dans cette ville.